# دکامتیل کوبالتوسن
دکامتیل کوبالتوسن (به انگلیسی: Decamethylcobaltocene) یک ترکیب شیمیایی است. شکل ظاهری این ترکیب، قهوه‌ای تیره است.